# ユグルタ
ユグルタ（ラテン語: Jugurtha、紀元前160年 - 紀元前104年）とは、紀元前2世紀に在位したヌミディア王（在位：紀元前118年 - 紀元前106年）であり、自らの名を冠した共和政ローマとの戦争（ユグルタ戦争）を首謀した人物として知られる。

## 経歴

### 前半生
ヌミディア人はアフリカ北部に居住していたが元々は半遊牧であったとされ、同じ北アフリカを中心に勢力を持っていたカルタゴの傭兵部隊として知られた。ユグルタの祖父に当たるマシニッサはカルタゴと決別してローマの同盟国となり、第二次ポエニ戦争でカルタゴが敗北するとカルタゴに代わり、北アフリカで勢力を拡大した。
ユグルタはキルタ（現：コンスタンティーヌ）の出身と伝えられ、マシニッサの末の息子マスタナバルを父として紀元前160年に出生した。マシニッサには3人の息子がおり、マシニッサが紀元前148年に死去するとマシニッサの長男ミキプサが後継のヌミディア王となった。次男のグルッサ（Gulussa）はヌマンティア戦争でローマ軍へ加勢するためにヌミディア騎兵を率いてヒスパニアへ渡った一方で、マスタナバルはミキプサと共にヌミディア国内に留まった。
マスタナバルが紀元前140年頃に死去した後、ミキプサはヌミディア人の中で人気のあったユグルタを養子に迎えた。ユグルタはミキプサからの警戒を避ける目的もあり、ヒスパニアへ渡ってスキピオ・アエミリアヌスが指揮を取っていたヌマンティア戦争へ従軍した。ヒスパニアでユグルタはローマの有力者との繋がりを作ることに時間を費やし、ガイウス・マリウスとも陣営を同じくした。なお、この時期にローマ軍の弱点が賄賂であることを見抜いたとされる。

### 王位奪取
紀元前118年にミキプサが死去すると、ユグルタはミキプサの2人の息子（アドヘルバルおよびヒエンプサル）と共同で後継者の地位に就いたが、3人の間で後継者をめぐる争いが起こった。アドヘルバルとヒエンプサルは共同でユグルタと争ったが、ユグルタは戦いに勝利を収め、ヒエンプサルは殺害され、アドヘルバルはローマへ亡命した。
ローマ元老院はヌミディア王国の内紛を調停して、王国を東西へ分割して、ユグルタとアドヘルバルがそれぞれを統治するように決着を付けたが、ユグルタはローマ国内に賄賂を送り、中でも紀元前121年に執政官を務めたルキウス・オピミウス(en)などはユグルタのために尽力したことで、より豊かであったヌミディアの西半分がユグルタへ与えられるようになったとされる。なお、後にローマでは東半分も十分に豊かであったと主張したが、実際には未開発の状態であった。

### 対ローマ戦争

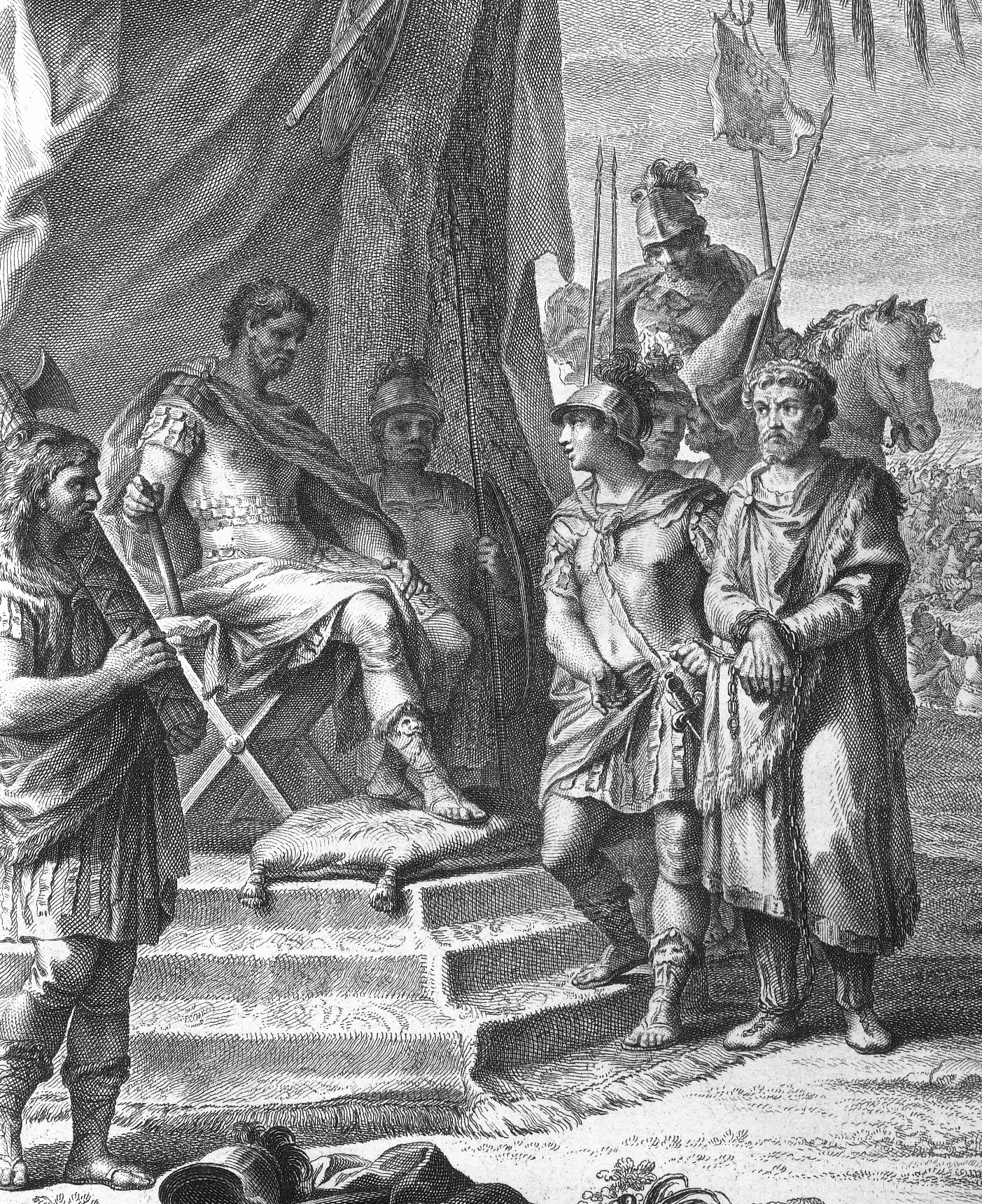
スッラ（左）の前に鎖で繋がれて連行されたユグルタ（右）

紀元前112年、再びヌミディア王を巡る争いが再燃、キルタへ滞在していたアドヘルバルをユグルタが突如攻撃した。アドヘルバルはローマからの援軍を見込んで、ローマ人が多数居住する地区で防衛することを決断した。しかし、ローマ軍はキンブリ戦争の最中で軍の多くがキンブリ戦争へ派兵されていた。元老院は執政官ルキウス・カルプルニウス・ベスティアが率いるローマ軍をヌミディアへ派遣したが、ユグルタはそれに先立ってアドヘルバルの守備する地区を攻略して、アドヘルバルを攻め殺し、アドヘルバルに助力したローマ人を殺戮した。ローマはユグルタに対して宣戦布告したが、ローマの重装歩兵部隊は軽騎兵隊を中心としたヌミディア軍を攻めあぐね、戦線は膠着した。
ベスティアはユグルタからの交渉の申し出を受けて、ユグルタにとって有利な条件で講和を締結した。なお、この際にベスティアはユグルタから賄賂を受けたとされる。ベスティアの政敵であったガイウス・メンミウスは収賄の疑いでベスティアを告発し、ベスティアはローマへと召喚された。ユグルタもローマへ到着したが、ヌミディア王の潜在的なライバルであった従兄弟のマッシウァへ刺客を送り、また悪評を流したことでマッシウァの勢力の弱化を図った。
紀元前109年、ユグルタは再びローマとの戦争に突入。執政官クィントゥス・カエキリウス・メテッルスが率いるローマ軍がヌミディアへ侵攻し、ユグルタはムトゥルの戦いで敗北したが、以降は地の利を生かしてゲリラ戦を展開したことで再び戦争は長期化の様相を呈した。その中でローマ軍の一武将であったガイウス・マリウスはローマへ帰還して紀元前107年の執政官選挙へ出馬し当選した。
紀元前107年からマリウスがメテッルスに代わってローマ軍の指揮を取った。マリウスはルキウス・コルネリウス・スッラをユグルタの同盟国であったマウレタニアへと派遣した。スッラはマウレタニア王ボックス1世の協力を取り付けて、ユグルタを捕虜とすることに成功した。ユグルタの捕縛によって戦争は終結した。ユグルタはローマへと連行され、タレントゥム（現：ターラント）へ拘留された。
紀元前104年、マリウスの凱旋式でユグルタは引き回され、凱旋式後にカルケル・マメルティヌス（Carcer Mamertinus）にて処刑された。なお、ユグルタが失脚した後、ヌミディア王にはユグルタの兄弟のガウダ（Gauda）が就いた。